# Tonin Harapi
Tonin Harapi (ur. 9 czerwca 1928 w Szkodrze, zm. 30 lipca 1992 w Tiranie) – albański kompozytor i pianista.

## Życiorys
Interesować się muzyką Harapi rozpoczął w bardzo młodym wieku, w czasie nauki w kolegium jezuickim w Szkodrze. Tam też grał w 1938 r. w amatorskim zespole, kierowanym przez Prenka Jakovę i Filipa Mazreku. Po zakończeniu wojny Harapi grał w zespole muzycznym, powstałym przy domu kultury w jego rodzinnym mieście. W 1951 ukończył naukę w liceum artystycznym Jordan Misja. W roku 1959 rozpoczął studia w moskiewskim konserwatorium im. Piotra Czajkowskiego. Z uwagi na zerwanie stosunków dyplomatycznych między Albanią, a ZSRR w 1961 Harapi przerwał studia, aby ukończyć je w Konserwatorium Państwowym w Tiranie. Tam też wkrótce po ukończeniu studiów rozpoczął pracę pedagoga.
W jego dorobku kompozytorskim znalazło się kilkadziesiąt dzieł, głównie sonat i rapsodii, ale także koncert fortepianowy. Skomponował muzykę do dwóch oper: Zgjimi (Przebudzenie, 1976) i Mira prej Mujësi (Mira z Mujesi, 1984).
W 1970 r. skomponował muzykę do filmu fabularnego Lugina e pushkatarëve, a w 1982 do filmu animowanego Dy gosti (reż. G. Leka). Za swoją twórczość został wyróżniony tytułem Artysty Ludu (alb. Artist i Popullit). Zmarł po długiej chorobie. Imię Harapiego nosi jedna z ulic we wschodniej części Tirany, w Szkodrze i w Kamzie.